# ミュージックスカイホリデー
『ミュージックスカイホリデー』は、ニッポン放送の制作によるラジオ番組。
本項では、1976年 - 1984年版の『全日空ミュージックスカイホリデー』（ぜんにっくう - ）、2009年版の『滝良子のミュージックスカイホリデー』（たきりょうこの - ）、2010年版の『ミュージックスカイホリデー スペシャルフライト』について解説。

## パーソナリティ
- 滝良子（愛称はそらまめ）

## 概要
1976年 - 1984年の放送当時は全日空がスポンサーで、『全日空ミュージックスカイホリデー』のタイトルで、日曜夜の時間帯において生放送されていた。本番組のメインテーマ曲はTinnaの曲『シャイニングスカイ』、放送第1回目の1曲目はジョン・デンバーの曲『太陽を背に受けて』だった。また、本番組中で滝自身のナレーションによる全日空のCMも放送されていたことがあった。この当時、一週間の間に集まったリクエストカードをまとめて抽選が行われ、その中で毎週2名に全日空往復航空券がプレゼントされていた。
そして、2009年10月から25年ぶりに毎週1回のレギュラー放送として再び生放送されることになった（ニッポン放送週末ナイターオフ夕方ワイド番組）。しかし、2009年度のレギュラー放送には全日空は提供スポンサーに付いていないため、番組タイトルは『滝良子のミュージックスカイホリデー』となった。なお、全日空は提供スポンサーに付いていないが、ニッポン放送以外の放送局ではニッポン放送がCMを流している合間（フィラー）には、全日空が当番組に提供していた当時のCMソングを流していた。
2010年4月3日をもって、ニッポン放送以外のネット局では放送が終了となったが、ニッポン放送では引き続き2010年4月8日から9月30日まで、『ミュージックスカイホリデー スペシャルフライト』という番組タイトルで毎週木曜21:30 - 21:50の放送枠でレギュラー放送された。そして、2010年9月30日をもって、2009年10月より続いたこの番組のレギュラー放送は終了した。

## 放送期間・放送時間
- 1976年10月10日 - 1984年4月1日
  - 毎週日曜日21:00 - 22:00 （1976年10月10日 - 1977年4月3日）
  - 毎週日曜日23:00 - 24:00 （1977年4月10日 - 1984年4月1日）
- 2009年10月10日 - 2010年4月3日（ナイターオフ編成）
  - 毎週土曜日18:00 - 21:30（ネット局は土曜日19:00 - 21:00）
  - なお、ニッポン放送においては10月10日はサッカー中継のため19:00まで、10月17日・10月24日はプロ野球セントラル・リーグクライマックスシリーズ中継、10月31日・11月7日はプロ野球日本シリーズ中継のためにそれぞれ休止となり（これまでの5回の放送は各ネット局へ裏送り）、この放送時間で放送されるのは11月14日が初となる。
  - 2010年1月2日はキー局のニッポン放送では18時 - 19時まで特別番組を編成する都合上、放送時間は1時間短縮となり、19:00 - 21:30の放送となった。
  - 2010年3月20日はキー局のニッポン放送では特別番組放送のため休止し、ネット局のみの裏送り放送となった。
  - 2010年4月3日をもってニッポン放送以外のネット局では終了となった。
- 2010年4月8日 - 9月30日
  - 毎週木曜日21:30 - 21:50（放送はニッポン放送のみ）
  - 2010年6月17日にナイター中継予備日に対する処置として、19:00 - 21:00に特番が放送された。この特番は普段この時間帯にショウアップナイターをネットしている地域に全国ネットで放送された。また、この日は木曜日だったため、ニッポン放送においては、この特番の後、21:30よりレギュラー放送である『ミュージックスカイホリデー　スペシャルフライト』も予定通り放送された。

### ネット局

#### 1976年〜1984年版
- 中部日本放送
  - 毎週日曜日 24:00 - 25:00 （1981年10月4日 - 1983年9月25日）
  - 毎週月曜 - 金曜 23:15 - 23:30 （1983年10月3日 - 1984年4月6日）

#### 2009年版
ナイターオフ編成。NRN系10局同時ネット。いずれも2009年10月10日 - 2010年4月3日の放送。
- IBC岩手放送
- 秋田放送
- 山形放送
- ラジオ福島
- 山梨放送
- 北日本放送
- 北陸放送
- 福井放送
- 山陰放送（20:00に飛び乗り、19時台は『中四国ライブネット』を放送）
- 大分放送

ネット局の多くは前年度まで『サタデーソングコレクション』をネットしていた。
※なおネット局においても、プロ野球日本シリーズ中継のため、山梨放送、北日本放送、北陸放送、福井放送、大分放送（以上10月31日・11月7日両日）、ラジオ福島（11月7日のみ）がそれぞれ放送休止。

## 主な企画

### 1976年 - 1984年
- 思い出の一曲
- 私のワンコーラスプロモーション
- 私が初めて夢中になったアイドル
- ワンコーラスメドレー
- 子供たちに残したいこの一曲
- 今は遠く離れたあの人に送る歌
- スペシャルフライト（あるテーマごと、または1アーティストごとの特集コーナー）
他

### 2009年レギュラー版のタイムテーブル
- 18:00　　オープニング（『シャイニングスカイ』）
- 18:25頃　ニュース・天気予報・交通情報（山本剛士アナウンサー）
- 18:30頃　スペシャルフライト　パート1
- 19:00　　ニッポン放送以外のネット局に向けて改めてオープニング
- 19:30頃　スペシャルフライト　パート2

20時台にゲストを迎える場合は、このパートで『アルバムピックアップ』として毎週特定アーティストのアルバム特集
- 20:00　　山陰放送飛び乗り挨拶
- 20:15頃　スペシャルフライト　パート3

週によってはゲストを迎える場合あり。ゲストを迎えない場合はこのパートで『アルバムピックアップ』
- 20:55頃　ニッポン放送以外のネット局の飛び降り挨拶
- 21:27頃　エンディング

2009年レギュラー版ゲスト
- 2009年11月14日:山本潤子
- 2009年11月28日:因幡晃
- 2009年12月12日:細坪基佳
- 2010年2月21日:イルカ、中沢堅司、山本潤子
- 2010年3月6日:森山良子
- 2010年3月13日:あんべ光俊

## 復活特番
- 2007年2月25日:17:30 - 20:30
- 2009年2月21日:17:30 - 21:00
- 2009年6月9日、6月12日:19:00 - 21:30（6月19日も放送予定だったが、横浜ベイスターズ対埼玉西武ライオンズの予備試合が組まれたため、放送がなかった。いずれもニッポン放送ローカルで、他のNRNナイター参加局へは『山本剛士のサウンドコレクション』が裏送りされた）
- 2009年8月24日:18:50 - 21:50
- 2010年10月24日:19:00 - 21:30（『滝良子のミュージックスカイホリデーSP　秋のフォーク・ニューミュージックリクエストベスト』として）

復活特番が好評だったことにより、2009年には聴取率週間の特番として定期的に放送されることとなり、2009年10月10日よりレギュラー番組として復活することになった。

### 追悼特別番組
2021年8月17日、番組のパーソナリティを務めていた滝良子が76歳で亡くなったことに伴い、2021年9月6日（5日深夜）1時30分に『そらまめさん、ありがとう～ミュージックスカイホリデー増刊号』として追悼特別番組を放送した。パーソナリティはくり万太郎が務めた。

## 北陸放送ラジオ版
本番組のニッポン放送での放送が終了する前週の1984年4月1日から北陸放送において本番組と同タイトルで番組がスタート、1991年3月まで放送されていた。放送時間はニッポン放送と同じ毎週日曜日23:00 - 24:00であり、同じく全日空がスポンサーだった。パーソナリティは八田静輔（1984年4月1日 - 1989年9月）、足立久美子（1989年10月 - 1991年3月）。1984年4月1日と翌週4月8日においては、同じ時間にニッポン放送と北陸放送で別内容の番組が放送されていたということになっていた。
なお、2009年版においてはキー局・ニッポン放送と同内容の放送をネットしている。